# Лаприда (Буэнос-Айрес)
Лаприда (исп. Laprida) — город в Аргентине в провинции Буэнос-Айрес. Административный центр муниципалитета Лаприда.
Расположен на юге провинции Буэнос-Айрес в 400 км к юго-западу от столицы Буэнос-Айреса и 150 км от Асуля.
Местность вокруг Лаприды малонаселена.

## Достопримечательности
- У входа на местное кладбище установлен второй по величине крест в Южной Америке, высотой 30 метров (самый высокий 38 м — Христос-Искупитель в Рио-де-Жанейро).

## Персоналии
- Микетти, Габриэла (род. 1965) — государственный и политический деятель Аргентины. Вице-президент Аргентины с 2015 г.